# Armando Broja
Armando Broja (Slough, Inglaterra, Reino Unido, 10 de septiembre de 2001) es un futbolista albanés que juega en la posición de delantero para el Burnley F. C. de la Premier League.

## Trayectoria
Tras formarse en las filas inferiores del Tottenham Hotspur F. C. y del Chelsea F. C. desde los ocho años, finalmente en 2020 ascendió al primer equipo, haciendo su debut el 8 de marzo en la jornada 29 de la Premier League contra el Everton F. C. tras sustituir a Olivier Giroud en el minuto 86, ganando el Chelsea por 4-0. En agosto de ese mismo año fue cedido al S. B. V. Vitesse una temporada. Para el curso 2021-22 volvió a ser prestado, siendo el Southampton F. C. su destino. La campaña siguiente regresó a Londres, donde estuvo varios meses de baja por una lesión en la rodilla, y en el tramo final de la 2023-24 fue prestado al Fulham F. C., así como en la 2024-25 al Everton F. C.
El 8 de agosto de 2025 se desvinculó definitivamente del Chelsea F. C. después de ser traspasado al Burnley F. C. y firmar por cinco años.

## Selección nacional
Su primera convocatoria para la selección de Albania se produjo con el equipo sub-19 para jugar un partido amistoso ante la selección de fútbol sub-20 de Kosovo, donde el resultado del partido fue de 3-1 y anotó el tercer gol.
Tras jugar varios partido con la selección sub-21, fue convocado con la selección absoluta de Albania para realizar una concentración del 21 al 26 de mayo de 2019. Debutó el 7 de septiembre de 2020 en el encuentro de la Liga de Naciones de la UEFA ante Lituania que terminó con derrota por 0-1.

### Participaciones en Eurocopas
| Copa          | Sede     | Resultado    | Partidos | Goles |
| ------------- | -------- | ------------ | -------- | ----- |
| Eurocopa 2024 | Alemania | Primera fase | 2        | 0     |

## Estadísticas

### Clubes
Actualizado al último partido disputado el 25 de mayo de 2025.
| Club                            | Div.          | Temporada     | Liga  | Liga  | Copas nacionales | Copas nacionales | Copas internacionales | Copas internacionales | Total | Total |
| Club                            | Div.          | Temporada     | Part. | Goles | Part.            | Goles            | Part.                 | Goles                 | Part. | Goles |
| ------------------------------- | ------------- | ------------- | ----- | ----- | ---------------- | ---------------- | --------------------- | --------------------- | ----- | ----- |
| Chelsea F. C. Inglaterra        | 1.ª           | 2019-20       | 1     | 0     | 0                | 0                | 0                     | 0                     | 1     | 0     |
| S. B. V. Vitesse · Países Bajos | 1.ª           | 2020-21       | 30    | 10    | 4                | 1                | ―                     | ―                     | 34    | 11    |
| S. B. V. Vitesse · Países Bajos | Total club    | Total club    | 30    | 10    | 4                | 1                | 0                     | 0                     | 34    | 11    |
| Southampton F. C. Inglaterra    | 1.ª           | 2021-22       | 32    | 6     | 6                | 3                | ―                     | ―                     | 38    | 9     |
| Southampton F. C. Inglaterra    | Total club    | Total club    | 32    | 6     | 6                | 3                | 0                     | 0                     | 38    | 9     |
| Chelsea F. C. Inglaterra        | 1.ª           | 2022-23       | 12    | 1     | 1                | 0                | 5                     | 0                     | 18    | 1     |
| Chelsea F. C. Inglaterra        | 1.ª           | 2023-24       | 13    | 1     | 6                | 1                | 0                     | 0                     | 19    | 2     |
| Chelsea F. C. Inglaterra        | Total club    | Total club    | 26    | 2     | 7                | 1                | 5                     | 0                     | 38    | 3     |
| Fulham F. C. Inglaterra         | 1.ª           | 2023-24       | 8     | 0     | ―                | ―                | —                     | —                     | 8     | 0     |
| Fulham F. C. Inglaterra         | Total club    | Total club    | 8     | 0     | 0                | 0                | 0                     | 0                     | 8     | 0     |
| Everton F. C. Inglaterra        | 1.ª           | 2024-25       | 10    | 0     | 1                | 0                | —                     | —                     | 11    | 0     |
| Everton F. C. Inglaterra        | Total club    | Total club    | 10    | 0     | 1                | 0                | 0                     | 0                     | 11    | 0     |
| Total carrera                   | Total carrera | Total carrera | 106   | 18    | 18               | 5                | 5                     | 0                     | 129   | 23    |